# Vladimír Aichelburg
Vladimír Aichelburg (* 17. května 1945 v Praze) je rakouský historik a publicista, pocházející ze šlechtického rodu Aichelburgů.

## Život
Narodil se v roce 1945 v Praze, kde se vyučil mechanikem elektronických zařízení. V roce 1967 opustil republiku. Studoval na Institutu dějin současnosti na Vídeňské univerzitě. V roce 1976 získal doktorát z filozofie (PhDr.) a v roce 2004 profesuru. Od roku 1968 do roku 1976 pracoval v ateliéru Arnulf Rainer a současně pro vídeňskou galerii Ariadne. V letech 1972–2010 pracoval jako archivář pro vídeňský Künstlerhaus. Je zakladatelem "Muzea Františka Ferdinanda" na zámku Artstetten. Vědeckým vedoucím tohoto muzea byl v letech 1982–1989 a následně v letech 1999–2005. Je velkým znalcem v oblasti Rakousko-uherského námořnictva. Po roce 1989 mu byl vrácen majetek v restituci, byl spoluvlastníkem zámku Neustupov. Pro neshody nad jeho využitím byl však zámek prodán; nový vlastník, firma Intec s.r.o., si zde chtěla zřídit své reprezentativní sídlo, později však zámek prodala dál.